# Noordwijkerpolder
De Noordwijkerpolder is een voormalig waterschap in de provincie Groningen. Hoewel Carel Coenraad Geertsema het in zijn naslagwerk De zeeweeringen (...) (1910) noemt en het al lang als waterschap functioneerde, werd het pas in 1913 door de Staten officieel opgericht.
De polder, die één ingeland had, lag pal ten zuidwesten van het kruispunt van de Hooiweg en de Munnekeweg van Lucaswolde. Het gebied was zo'n 150 m breed en zo'n 450 m lang. Het molentje, een tjasker, stond aan de zuidzijde van de polder en sloeg uit op een 550 m lange wijk die uitmondde in het Dwarsdiep. 
Waterstaatkundig gezien ligt het gebied sinds 1995 binnen dat van het waterschap Noorderzijlvest.